# Küçükanafarta, Eceabat
Küçükanafarta là một xã thuộc huyện Eceabat, tỉnh Çanakkale, Thổ Nhĩ Kỳ. Dân số thời điểm năm 2011 là 207 người.